# Qala
Qala [ˈʔɐlɐ] (oder Il-Qala) ist ein Dorf im Ostteil der Insel Gozo der Republik Malta und hat 1962 Einwohner (Stand 31. Dezember 2020).
Nahe beim Dorf liegt die Küstenlinie von Ħondoq ir-Rummien, mit Becken zur Salzgewinnung (Salinen) und bei Tauchern beliebten Höhlen. Die Bucht bietet einen schönen Blick auf Comino.
Am Ort befinden sich der Menhir von Qala sowie die restaurierte Ta’-Randu-Windmühle. Im Ort selbst befindet sich die San-Ġużepp-Kirche.

## Söhne und Töchter
- Anton Buttiġieġ (1912–1983), Politiker (1976–1981 Präsident von Malta) und Schriftsteller
- Michele Francesco Buttigieg (1793–1866), erster römisch-katholischer Bischof von Gozo
- Mario Grech (* 1957), römisch-katholischer Geistlicher, emeritierter Bischof von Gozo und Kurienkardinal